# 橘家圓十郎
橘家 圓十郎（たちばなや えんじゅうろう）は、落語家の名。
- 先々代橘家圓十郎 - （1871年？ - 1912年2月2日）、本名：並木 清太郎。天狗連で若葉屋咲松と名乗り場末の席に出ていたり俄の一座を組織した。明治30年代末に四代目橘家圓蔵門下で橘家八百蔵、1910年に橘家圓十郎となる。橘家圓五郎と組んで「橘家圓五郎・圓十郎」で掛合噺を演じた。
- 先代橘ノ圓十郎（？ - 1945年？）、本名：吉村 光次郎。初代橘ノ圓 (初代)門下、青柳燕之助、橘ノ一圓（七代目橘家圓太郎）らを相方に滑稽掛合噺や萬歳を演じる[1]。

- 当代橘家圓十郎 - 当該項目で記述

橘家 圓十郎（1971年4月3日 - ）は、長野県飯田市出身の落語家。落語協会所属。本名∶鈴木 剛。出囃子∶『鶴亀』。

## 経歴
父親は理髪店を経営。長野県飯田長姫高等学校（現：長野県飯田OIDE長姫高等学校）定時制卒業。
1991年1月、橘家竹蔵に入門。前座名『亀蔵』。1995年11月に二ツ目昇進。
2005年9月に三遊亭丈二、三遊亭金也、三代目桃月庵白酒、林家すい平（後廃業）と共に真打昇進し、圓十郎に改名。

## 弟子
- 橘家万十

## 出演番組
- BS笑点（BS日テレ）

大喜利コーナーに出演。大師匠8代目橘家圓蔵の直弟子と勘違いされることが多い。でかい風貌で有名であるが、あまり座布団は貰えず、出演できなくなることが多かった。なお彼が番組で着用していた黒い着物は、その後三遊亭王楽（BS笑点時代に灰色を着用）が着用していた。
また本家の若手大喜利「大喜利下克上」に出演したこともあり(1998/7/5)、優勝して座布団運び（山田隆夫の代理）を務めた経験があるが、如何せん歩く際の足音が大きすぎる為、桂歌丸から「ドタドタドタドタ歩くなようっさいな〜」と注意を受けた。